# プロフェッショナル・ゲーム・マッチ・オフィシャル・リミテッド
プロフェッショナル・ゲーム・マッチ・オフィシャル・リミテッド（英語: Professional Game Match Officials Limited, PGMOL）は、イングランドのプロサッカーを担当する審判の組織。日本では「（イングランドの）プロ審判協会」などと称される。
かつては「プロフェッショナル・ゲーム・マッチ・オフィシャル・ボード」（Professional Game Match Officials Board, PGMOB、プロ審判委員会)と称したが、2001年にイングランドのサッカー審判がプロ化し、プレミアリーグ、イングリッシュ・フットボールリーグ (EFL) 及びフットボール・アソシエーション （FA、イングランドサッカー協会）の主管試合に審判員を提供する組織として改められた。PGMOLの誕生により、イングランドは世界で初めてサッカーの審判員が全てプロ化した国となった。PGMOLはFA、プレミアリーグ、EFLが設立・資金提供する非営利有限法人として運営されている。

## 役員
| 役職名                                           | 氏名                               |
| ------------------------------------------------ | ---------------------------------- |
| チェア（代表理事）                               | マーチン・グレン                   |
| チーフ・レフェリング・オフィサー                 | ハワード・ウェブ                   |
| チーフ・オペレーティング・オフィサー             | ダニエレ・エブリー                 |
| テクニカル・ダイレクター                         | アダム・ゲイル・ワッツ             |
| ナショナルグループ・ダイレクター                 | マイク・ジョーンズ                 |
| 女子プロゲーム・ダイレクター                     | ビビアナ・シュタインハウス・ウェブ |
| セレクトグループ・女子プロゲーム・ダイレクター   | レベッカ・ウェルチ                 |
| コーチング・ダイレクター                         | ウェイン・アリソン                 |
| パフォーマンスサポート・ダイレクター             | スティーブ・マクナリー             |
| セレクトグループ2マネージャー                    | ケヴィン・フレンド                 |
| ビデオ・アシスタント・レフェリーコーチ           | フィル・ベンザム                   |
| セレクトグループ1コーチ                          | マーティン・アトキンソン           |
| レフェリーコーチ                                 | アラン・ワイリー                   |
| レフェリーコーチ                                 | レベッカ・スミス                   |
| レフェリーコーチ                                 | リー・メイソン                     |
| アシスタントレフェリー部門代表                   | マイク・ムラキー                   |
| アシスタント・レフェリーコーチ                   | スティーブ・チャイルド             |
| コミュニティ・パブリックエンゲージメント部門代表 | クリス・フォイ                     |
| 国際審判員育成マネージャー                       | リチャード・ビービー               |
| 心理学部門代表                                   | ポール・ラッセル                   |
| 運動医療部門代表                                 | サイモン・ブレイビク               |
| フットボールインサイトコーチ                     | アンドレ・マリナー                 |
| フットボールインサイトコーチ                     | クリス・キウォミヤ                 |

## 活動
PGMOLが任命した審判員と副審判員で構成されるグループ（セレクトグループ）に属する審判員は月に2回の割合で集められ、トレーニングセッションと試合のビデオおよびデータ分析を行う。
PGMOLは独自にスポーツ科学者、スポーツ心理学者、理学療法士、スプリントコーチ、足病医、視力科学者を擁しており、サッカークラブの動向を反映して審判のパフォーマンス向上に努めている。
プレミアリーグを担当する審判員は、全ての試合において元審判員による評価を受け、技術的パフォーマンスが評価される。また、他の選手や監督も評価を行い、審判員の判断と試合運営の正確性と一貫性を評価する。PGMOLは評価担当者を試合には派遣しておらず、もっぱら映像による分析により評価しているが、セレクトグループに所属する審判員の一部からは、このシステムでは試合運営における重要な環境要因を考慮することが出来ないと批判している。

## スポンサー
- エアアジアグループ：2010-11シーズンにスポンサー契約を締結。
- エクスペディア：2012-13シーズンにスポンサー契約を締結[19]。
- EAスポーツ：2013–14シーズン途中に2018-19シーズン終了までの長期契約を締結[20]。2024-25シーズン終了まで契約が延長されている[21]。